# Kuta, Mezopotamija
Kuta (sumersko Gudua, zdaj  Tell Ibrahim) je arheološko najdišče v iraškem guvernatu Babil. Arheološke raziskave so odkrile ostanke iz novobabilonskega obdobja. Mesto je pogosto omenjeno v zgodovinskih virih.

## Zgodovina arheoloških raziskav
Arheološko najdišče je prvi raziskoval George Rawlinson, ki je na zidaku novobabilonskega kralja Nebukadnezarja odkril omembo mesta Kuta. Najdišče sta obiskala tudi George Smith in Edgar James Banks. Leta 1881 je Kuto štiri tedne raziskoval Hormuzd Rassam, ki je odkril samo nekaj popisanih skled in glinastih tablic.

## Geografija
Kuta leži na desnem bregu vzhodnega kraka Gornjega Evfrata severno od Nipurja in približno 40 km severovzhodno od Babilona. Sestavljata jo dva naseljena tela – griča, značilna za ta del Mezopotamije. Večji od njiju ima obliko polmeseca in je dolg 1210 m. Manjši stoji zahodno od njega. Med njima je suho korito nekdanjega kanala Šat-el-Nil.

## Kuta v pisnih virih
V Tanaku je Kuta omenjena kot eno od petih sirskih in mezopotamskih mest, iz katerih je asirski kralj Sargon II. preselil prebivalce v Samarijo, od koder je izgnal Izraelce (2 Kralji  17:24-30). V istem odlomku je tudi pripoved, da prišleki niso poznali lokalne vere in niso častili pravega boga, zato je bog nadnje poslal leve. Sargon II. jim je na njihovo prošnjo poslal enega od izgnanih izraelskih duhovnikov, da jih je podučil o pravi veri. Rezultat priselitve je bila mešanica ljudstev in religij, kasneje znane kot Samarijani (hebrejsko Šomronim).
Kuta je tudi ime prestolnice sumerskega podzemnega sveta Irkalla.
V asirskih napisih je Kuta omenjena na Obelisku Šalmaneserja III. Šulgi, kralj Ura III, je v Kuti zgradil Nergalov tempelj, ki je bil v času Nebukadnezarja II. v ruševinah, zato ga je kralj obnovil. Podatek se ujema z zapisom iz Biblije, ki pravi, so prebivalci  Kute častili Nergala. Jožef Flavij je imel Kuto za reko in pokrajino v Perziji, Neubauer pa, da je dežela blizu  Kurdistana.
Akadska Legenda o kralju Kute, fragmentiran prepis s kraljeve stele, je dejansko del kutejske legende o Naram-Sinu in se ne sme brati kot zgodovinska resnica. Kopijo slednje so odkrili tudi v knjižnici klinopisov v Sultantepeju severno od Harrana v Turčiji.
Sumu-la-El, kralj iz Prve babilonske dinastije, je v Kuti obnovil mestno obzidje. Kasneje je mesto v 39. letu svoje vladavine osvojil babilonski kralj Hamurabi.
Ibn Sa'd v svoji knjigi Kitab Tabaqat Al-Kubra piše, da je bil Karbana, Abrahamov stari oče po materini strani, eden od tistih,  ki so odkrili reko Kuta.